# Apenburg-Winterfeld
Apenburg-Winterfeld es un municipio situado en el distrito de Altmark-Salzwedel, en el estado federado de Sajonia-Anhalt (Alemania), a una altitud de 35 metros. Su población a finales de 2015 era de unos 1730 habitantes y su densidad poblacional, 30 hab/km².

## Geografía
Apenburg-Winterfeld se encuentra entre Gardelegen y Salzwedel en la región de Altmark.
El municipio se compone de los siguientes pueblos y asentamientos:
- Altensalzwedel
- Apenburg con el asentamiento de Neue Mühle
- Baars
- Hagen
- Klein Apenburg
- Quadendambeck
- Recklingen
- Rittleben
- Saalfeld
- Winterfeld con el asentamiento de la estación de tren